# Fluoro-richterite
La fluoro-richterite (simbolo IMA: Flrct) è un raro minerale del supergruppo dell'anfibolo, all'interno del quale viene collocato nel "gruppo degli anfiboli con W(OH,F,Cl)-dominante" e da lì al sottogruppo degli anfiboli di sodio-calcio dove occupa un posto nel "gruppo contenente la radice richterite nel nome"; essendo un anfibolo, appartiene agli inosilicati e pertanto alla famiglia minerale dei "silicati", e possiede composizione chimica Na(NaCa)Mg5Si8O22F2.
La fluoro-richterite è definita con:
- catione sodio dominante in posizione A
- catione magnesio dominante in posizione C
- anione fluoro dominante in posizione W.

## Etimologia e storia
Il minerale è stato scoperto nel complesso alcalino di Imeno-Vishnegorskij su monti Urali in Russia e denominato fluorrichterite. Il nome è stato poi cambiato in fluoro-richterite nel 2012 nell'ambito della revisione della nomenclatura del supergruppo dell'anfibolo.

## Classificazione
La classica nona edizione della sistematica dei minerali di Strunz, aggiornata dall'Associazione Mineralogica Internazionale (IMA) fino al 2009, elenca la fluoro-richterite con il nome fluorrichterite e la colloca nella classe "9. Silicati (germanati)" e da lì nella sottoclasse "9.D Inosilicati"; questa viene suddivisa più finemente in base alla struttura cristallina del minerale, in modo tale che la fluoro-richterite possa essere trovata nella sezione "9.DE Inosilicati con catene doppie di periodo 2, Si4O11; clinoanfiboli" dove forma il sistema nº 9.DE.20.
Tale classificazione viene mantenuta anche nell'edizione successiva, proseguita dal database "mindat.org".
Nella Sistematica dei lapis (Lapis-Systematik) di Stefan Weiß la fluoro-richterite è nella classe dei "silicati" e da lì nella sottoclasse degli "inosilicati"; qui il minerale si trova nella sezione di quelli che hanno struttura "[Si4O11] a due bande 6-; anfiboli Na-Ca" dove forma il sistema nº VIII/F.09.
Anche la classificazione dei minerali secondo Dana, usata principalmente nel mondo anglosassone, elenca la fluoro-richterite nella famiglia dei silicati; qui è nella classe degli "inosilicati: catene doppie non ramificate, W=2" e nella sottoclasse degli "inosilicati: catene doppie non ramificate, configurazione anfibolo W=2" dove forma il "gruppo 3, gli anfiboli sodico-calcici" con il numero di sistema 66.01.03b.

## Abito cristallino
La fluoro-richterite cristallizza nel sistema monoclino nel gruppo spaziale C2/m (gruppo nº 12) con i parametri di cella a = 9,763 Å, b = 17,89 Å, c = 5,122 Å e β = 102,25°, oltre ad avere 2 unità di formula per cella unitaria.

## Origine e giacitura
La fluoro-richterite è stata trovata come componente delle feniti composte anche da microclino, albite e flogopite, nelle carbonatiti e nelle rocce metasomatiche associata ad apatite, calcite, dolomite, flogopite, magnetite pirocloro, zircone, pirrotite, pirite e ilmenite.
Il minerale è piuttosto raro ed è stato trovato solo in pochi siti sparsi per il mondo. Qui si ricorda solo la sua località tipo, la "fossa nº 97" (55.01667°N 60.18333°E) presso Miass (nell'oblast' di Čeljabinsk, Russia).

## Forma in cui si presenta in natura
La fluoro-richterite è stata scoperta sotto forma di cristalli prismatici lunghi fino a 10 cm allungati secondo [001]. Il minerale è trasparente con lucentezza vitrea; il colore va dal marrone al rosso-brunastro, rosso-rosato, giallo, grigio-marrone, ma anche verde chiaro o scuro, mentre il colore del suo striscio è sempre bianco.

## Proprietà ottiche
La fluoro-richterite mostra un forte pleocroismo con colori che vanno da marrone chiaro a incolore lungo {\displaystyle x}, da verde brunastro a viola lilla lungo {\displaystyle y} e verde bluastro lungo {\displaystyle z}.